# هارولد هنتر
هارولد هنتر (بالإنجليزية: Harold Hunter)‏ (و. 1974 – 2006 م) هو ممثل، وممثل أفلام، من الولايات المتحدة الأمريكية، ولد في مدينة نيويورك، توفي في مانهاتن، عن عمر يناهز 32 عاماً بسبب نوبة قلبية.

## وصلات خارجية
- هارولد هنتر على موقع IMDb (الإنجليزية)
- هارولد هنتر على موقع إن إن دي بي (الإنجليزية)